# Twilight Swim
『TWILIGHT SWIM』（トワイライト・スイム）は、日本のロックバンドであるTUBEの6枚目のオリジナル・アルバム。
1987年11月21日にCBS・ソニーからリリースされた。前作『SUMMER DREAM』（1986年）より半年ぶりにリリースされた作品であり、作詞家として秋尾沙戸子、亜蘭知子、森山進治が参加、作曲家として織田哲郎、栗林誠一郎が参加しているほか、前田亘輝による自作曲が2曲、春畑道哉による自作曲が1曲収録されている。
本作は1987年夏にTUBEメンバーがシンガポールのラッフルズ・ホテルに滞在した経験を基に制作され、同ホテルを舞台としたコンセプト・アルバムになっている。本作においてギター担当の春畑が初めて作詞および作曲、編曲を担当した楽曲が収録されることになった。
本作はオリコンアルバムチャートにおいてLP盤が最高位第4位、総合では第7位となった。本作からは先行シングルとして「Dance With You」がリリースされた。

## 背景
5枚目のアルバム『SUMMER DREAM』（1987年）をリリースしたTUBEは、同作を受けたコンサートツアー「TUBE LIVE AROUND FACE THE BIG WAVE」を同年5月9日の市川市文化会館公演を皮切りに、7月28日の松山市民会館公演まで27都市全29公演を実施した。5枚目のシングル「SUMMER DREAM」のヒットにより「TUBE=夏」であることを認めたメンバーは、「コンセプトだけを大事にしてツアーを回っていこう。夏はお祭りっぽく大騒ぎして、冬は何かいろいろなことを考えながらテーマを持ってやっていこう」と決めていた。同年に本格的な野外コンサートを開始したTUBEは、8月27日および28日によみうりランドEASTにおける初の2日間連続公演を実施、当日は遊園地としてではなくTUBEのライブ観覧のために開場前から行列が出来ており、開場後には客席に入りきらなかった聴衆のために芝生ゾーンにも席が用意された。28日の公演では作詞家の亜蘭知子やパーカッショニストである斎藤ノブ、シンガーソングライターである吉川忠英、歌手の坪倉唯子が飛び入り参加した。
同時期にTUBEはバンド以外での活動も開始しており、第1弾として同年2月に前田亘輝と春畑道哉がソロ・アルバムをリリース、第2弾が渚のオールスターズへの参加となった。同グループは「SUMMER DREAM」の歌詞中にある「渚のカセット好きな歌だけ詰め込んで」という一節に刺激を受けてグループ名が決定され、またTUBEおよびTUBEと関係があるアーティストや作家陣によって構成されたプロジェクトであり、書籍『地球音楽ライブラリー チューブ 改訂版』には別称を名付けるとすれば「TUBEと愉快な仲間達」であると記されている。同グループの参加者はTUBEも含めてそれぞれがソロもしくはバンドとして活動している人物であり、作詞家の亜蘭知子やソロアーティストとしても活動していた作曲家の織田哲郎、レコーディングやライブにおいてサポートを行っていたコーラス担当の伊藤一義、作曲および編曲を手掛けていた栗林誠一郎が主要メンバーとなっていた。

## 音楽性とテーマ

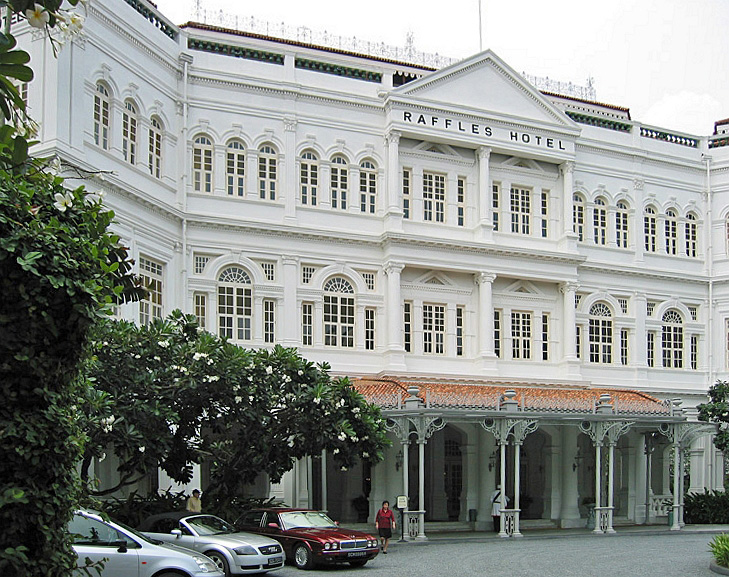
本作のコンセプトとなったラッフルズ・ホテル

TUBEメンバーは1987年の夏にシンガポールを訪れた際に、開業100周年を迎えたラッフルズ・ホテルに滞在した。本作は同ホテルに滞在したことを主軸として制作された作品である。同ホテルは全室がスイートルームになっており、作家や俳優、政治家などが定宿にしていることで国際的な知名度がある。本作ではホテル内での出来事や思い出、恋物語などラッフルズ・ホテルを舞台とした楽曲を中心に収録されているコンセプト・アルバムになっている。
書籍『地球音楽ライブラリー チューブ 改訂版』では、表題曲である1曲目「Twilight Swim」がア・カペラの全英語詞の楽曲であり、アルバムジャケットに写されたラッフルズ・ホテルのBGMのようであると記しているほか、本編前の序曲のようであるとも記している。2曲目のタイトルに使用されているシンガポール・スリングとはジンをベースにした赤いトロピカル・ドリンクのカクテルであり、ラッフルズ・ホテル内にあるロング・バーが発祥となって世界中に広まったことから考えて、書籍『地球音楽ライブラリー チューブ 改訂版』では歌詞中の「Passion Island」はシンガポールを指しているのではないかと推測している。同書では、バラードソングである6曲目「Close Your Eyes, Hold Your Dreams」や10曲目「Too Late」に関しては「（両曲の）舞台もラッフルズ・ホテルを想像すれば、なおロマンチックだ」と記しているほか、7曲目「Have Some Fun Tonite」に関しても「シンガポールでのアバンチュール・ソングだとイメージを膨らませると、なおエキゾチックである」と記している。また8曲目「Place In The Sunshine」は歌詞中の「椰子の葉陰」や「昼寝」という一節からラッフルズ・ホテルにおけるリゾートの風景を想起させると記しているほか、9曲目「大東亜パラダイス」もシンガポールのことを指していると推測している。その他に、アルバムの最後を総括する11曲目「Meet you at RAFFLES」が本作のテーマソングになっていると主張し、「以上の点からも、本作はコンセプト・アルバムと捉えるのが正解ではないだろうか」と記している。また同書では春畑が初めて作詞および作曲、編曲を手掛けた4曲目「Smile On Me」が春畑の独壇場になっていると指摘した上で、「趣味の域に没頭していない。TUBEの1曲、前田亘輝が歌う曲という意識（セルフプロデュース感覚）を感じる」と記しているほか、前田による歌詞がシャレや遊び心に満ちており、ライム（韻）やパロディを取り入れていることを指摘した上で、後に前田のキャラクターとして成長していくことになると記している。

## リリース、アートワーク、チャート成績
本作は1987年11月21日にCBS・ソニーからLP、CT、CDの3形態でリリースされた。本作からのシングルカットとして、同年8月26日に先行シングル「Dance With You」がリリースされた。アルバム・ジャケットはラッフルズ・ホテルにて撮影されている。書籍『地球音楽ライブラリー チューブ 改訂版』では、アメリカ合衆国のロックバンドであるイーグルスのアルバム『ホテル・カリフォルニア』（1976年）のジャケットを意識したものではないかと主張している。CDブックレットには同ホテルを著名人が多く利用していることや、シンガポール・スリングというカクテルについての解説が掲載されている。また、ホテル内の様子は「Dance With You」のミュージック・ビデオに収録されていることが記されている。
本作のLP盤はオリコンアルバムチャートにて最高位第4位の登場週数10回で売り上げ枚数は2.6万枚、CTおよびCDを含めた総合では最高位第7位の登場週数9回で売り上げ枚数は9.6万枚となった。本作はその後CD盤のみ1991年7月1日および2003年7月2日に再リリースされている。

## ツアー

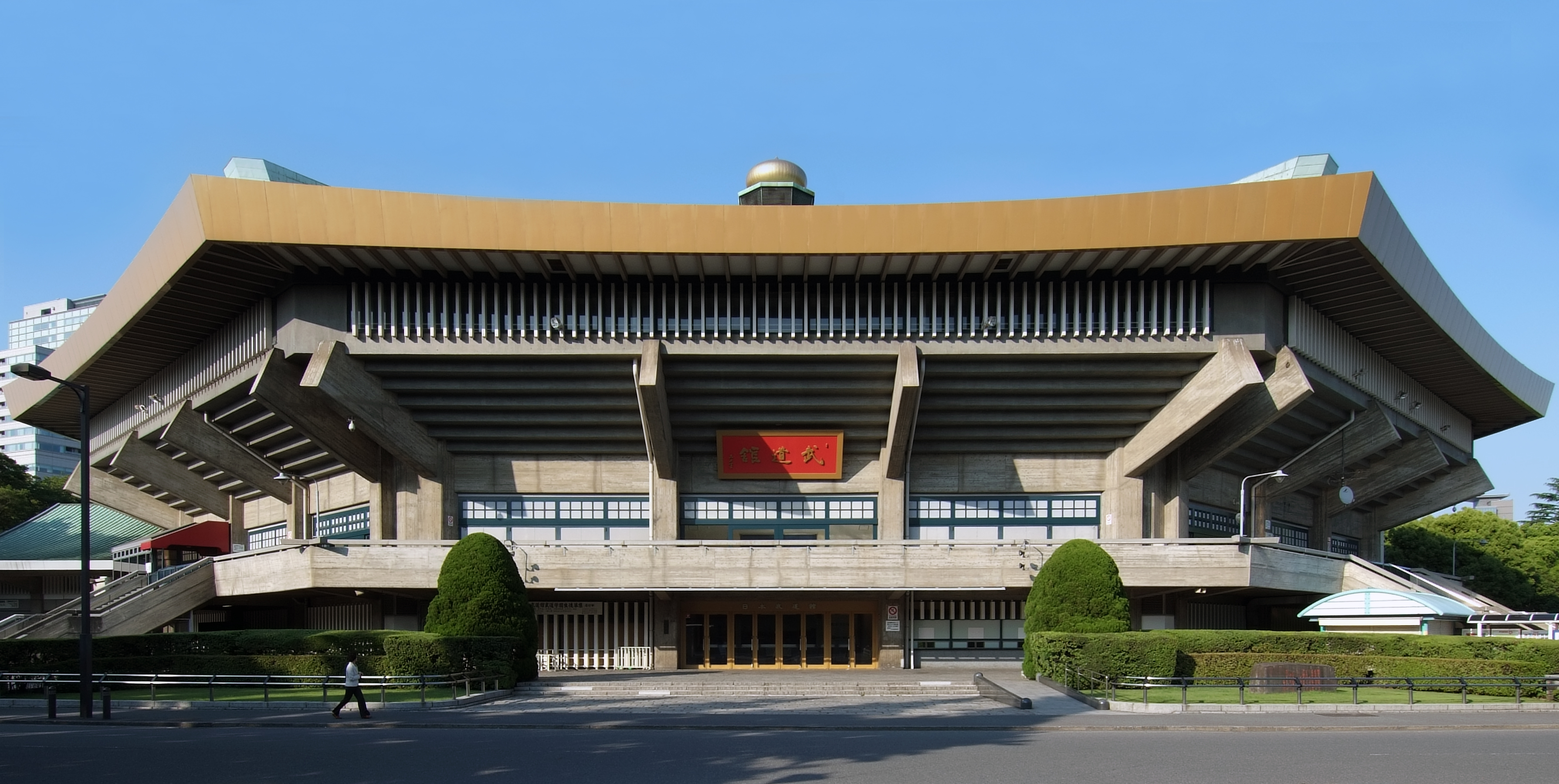
ツアーファイナルの会場となった日本武道館

本作を受けたコンサートツアーは「TUBE LIVE AROUND HOLD YOUR DREAMS」と題して、本作リリースと同日となる1987年11月21日の戸田市文化会館公演を皮切りに、1988年2月23日から25日に掛けて行われた日本武道館3日間連続公演まで34都市全39公演が行われた。TUBEとしては初の日本武道館公演が組み込まれたツアーであり、同地ではイギリスのロックバンドであるディープ・パープルやアメリカ合衆国のロックバンドであるヴァン・ヘイレン、ディープ・パープルの創設メンバーであったリッチー・ブラックモアなどの公演が行われTUBEメンバーも観覧に訪れたことがあったという。すでに日本武道館より収容人数の多い大阪球場でライブを行った経験はあるものの、憧れのミュージシャン達と同じステージに上がることによる圧迫感がメンバーにプレッシャーを与え、初日の公演ではお互いの歯車がかみ合わず、前田が雰囲気に飲まれた結果最初から最後まで浮足立ったまま終わるという結果になった。当日の演奏に納得できなかったメンバーは反省し、翌日のライブでは雰囲気に飲まれずに通常通りのライブ演奏を行うことが出来たという。また楽屋に戻った際に角野秀行は涙を流しており、「何、泣いてんだよ」と問われた角野は「わかんねぇよ、なんかこう、こみ上げてきちゃってさ」と返答し、前田は「カックン、カッコ悪いよ」と言いながらも角野につられてもらい泣きしたという。

## 収録曲
- CDブックレットに記載されたクレジットを参照[15]。

| #         | タイトル                                                                 | 作詞       | 作曲       | 編曲      | 時間  |
| --------- | ------------------------------------------------------------------------ | ---------- | ---------- | --------- | ----- |
| 1.        | 「Twilight Swim」(TWILIGHT SWIM)                                         | TUBE       | 小室和之   | 小室和之  | 2:27  |
| 2.        | 「シンガポール スリング」(SINGAPORE SLING)                               | 秋尾沙戸子 | 織田哲郎   | 織田哲郎  | 3:06  |
| 3.        | 「Don't Make Me Blue」(DON'T MAKE ME BLUE)                               | 亜蘭知子   | 織田哲郎   | 織田哲郎  | 4:08  |
| 4.        | 「Smile On Me」(SMILE ON ME)                                             | 春畑道哉   | 春畑道哉   | 春畑道哉  | 3:50  |
| 5.        | 「ダンス・ウィズ・ユー」(DANCE WITH YOU)                                 | 亜蘭知子   | 栗林誠一郎 | 長戸大幸  | 4:07  |
| 6.        | 「Close Your Eyes, Hold Your Dreams」(CLOSE YOUR EYES, HOLD YOUR DREAMS) | 森山進治   | 織田哲郎   | 織田哲郎  | 3:41  |
| 合計時間: | 合計時間:                                                                | 合計時間:  | 合計時間:  | 合計時間: | 21:19 |

| #         | タイトル                                         | 作詞      | 作曲       | 編曲      | 時間  |
| --------- | ------------------------------------------------ | --------- | ---------- | --------- | ----- |
| 7.        | 「Have Some Fun Tonite」(HAVE SOME FUN TONITE)   | 前田亘輝  | 栗林誠一郎 | 笹路正徳  | 3:51  |
| 8.        | 「Place In The Sunshine」(PLACE IN THE SUNSHINE) | 亜蘭知子  | 栗林誠一郎 | TUBE      | 4:28  |
| 9.        | 「大東亜パラダイス」(DAITŌA PARADISE)            | 前田亘輝  | 前田亘輝   | 前田亘輝  | 3:49  |
| 10.       | 「Too Late」(TOO LATE)                           | 亜蘭知子  | 栗林誠一郎 | 笹路正徳  | 4:56  |
| 11.       | 「Meet you at RAFFLES」(MEET YOU AT RAFFLES)     | 前田亘輝  | 前田亘輝   | 前田亘輝  | 4:59  |
| 合計時間: | 合計時間:                                        | 合計時間: | 合計時間:  | 合計時間: | 22:03 |

## スタッフ・クレジット
- CDブックレットに記載されたクレジットを参照[16]。

### TUBE
- 前田亘輝 – リード・ボーカル、ギター
- 春畑道哉 – ギター、キーボード、バックグラウンド・ボーカル
- 角野秀行 – ベース、バックグラウンド・ボーカル
- 松本玲二 – ドラムス、バックグラウンド・ボーカル

### 参加ミュージシャン
- 古村敏比古 – サックス
- 吉川忠英 – アコースティック・ギター
- 斎藤ノブ – パーカッション

### スタッフ
- 長戸大幸 – プロデューサー
- 小松久 – ディレクター
- 中島正雄 – ディレクター
- 渡部良 – ディレクター
- 坂本充弘 – レコーディング・エンジニア、スタジオバードマン・ミキシング・チーム
- いしいひさと – アシスタント・エンジニア
- 仁張明男 – アート・ディレクション、デザイン
- 坂井智明 – アート・ディレクション、デザイン
- 森山徹 – 写真撮影
- 十川ヒロコ – 衣装
- フェルナンデス – スペシャル・サンクス
- スタジオミュー – スペシャル・サンクス
- 橋爪健康 – エグゼクティブ・プロデューサー
- 菅原潤一 – エグゼクティブ・プロデューサー

## リリース日一覧
| No. | リリース日     | レーベル                                     | 規格         | カタログ番号 | 最高順位 | 備考                   | 出典                 |
| --- | -------------- | -------------------------------------------- | ------------ | ------------ | -------- | ---------------------- | -------------------- |
| 1   | 1987年11月21日 | CBS・ソニー                                  | LP           | 28AH-2266    | 4位      |                        | [ 11 ]               |
| 2   | 1987年11月21日 | CBS・ソニー                                  | CT           | 28KH-2367    | 7位      |                        | [ 11 ]               |
| 3   | 1987年11月21日 | CBS・ソニー                                  | CD           | 32DH-839     | 7位      |                        | [ 2 ]                |
| 4   | 1991年7月1日   | ソニー・ミュージックレコーズ                 | CD           | SRCL-2014    | -        |                        | [ 17 ] [ 18 ]        |
| 5   | 2003年7月2日   | ソニー・ミュージックアソシエイテッドレコーズ | CD           | AICL-1455    | -        |                        | [ 11 ] [ 19 ] [ 20 ] |
| 6   | 2012年11月7日  | ソニー・ミュージックレーベルズ               | AAC-LC       | -            | -        | デジタル・ダウンロード | [ 21 ]               |
| 7   | 2012年11月7日  | ソニー・ミュージックレーベルズ               | ロスレスFLAC | -            | -        | デジタル・ダウンロード | [ 22 ]               |